# Élection présidentielle de 2017 en Artsakh
Une élection présidentielle au scrutin indirect a lieu le 19 juillet 2017 en Artsakh. Le parlement procède à l'élection du président chargé de l'intérim jusqu'aux élections de 2020, à la suite d'un changement de constitution. Le président en exercice Bako Sahakian, grand favori de ce scrutin est reconduit dans ses fonctions par le parlement.

## Système politique et électoral
L'Artsakh est une république dont le territoire fait partie de l'Azerbaïdjan et qui s'est auto proclamée indépendante en 1991. Seule l'Abkhazie, l'Ossétie du Sud-Alanie et la Transnistrie  reconnaissent cette indépendance. 
Son président est élu au scrutin uninominal majoritaire à deux tours pour un mandat de cinq ans renouvelable une fois. Exceptionnellement, du fait de l'expiration du mandat présidentiel, cette élection aura lieu au suffrage indirect et a pour but d'élire un président de la République jusqu'en 2020, date à laquelle les scrutins législatif et présidentiel auront lieu au même moment.

## Contexte
Il s'agit de la première élection présidentielle depuis le changement de la constitution par référendum en février de la même année, ayant renommé le pays, anciennement Haut-Karabagh, en Artsakh et institué un régime présidentiel.
Cette même réforme de la constitution introduit une mise en place simultanée des scrutins présidentiels et législatifs. Les dernières élections de l'Assemblée nationale de la république du Haut-Karabagh ayant eu lieu en 2015, et celle du président de la république du Haut-Karabagh, Bako Sahakian, en 2012 ; le mandat de ce dernier devrait être prolongé en 2017 lors d'une élection indirecte par l'assemblée jusqu'à l'élection de 2020, à laquelle Sahakian pourra légalement se représenter.
Enfin, le poste de Premier ministre est supprimé et ses attributions transférées au président de la République.

## Candidats
Le 13 juillet le président de l'assemblée nationale Ashot Ghulian annonce que l'élection aura lieu le 19 juillet suivant à 11 h au cours d'une session extraordinaire du parlement.
Deux candidats au poste de chef de l'État sont en lice : Bako Sahakian du Parti démocrate de l'Artsakh, président en exercice depuis 2007 et Edward Aghabekyan du parti Mouvement 88, maire de la capitale Stepanakert de 2004 à 2008.

## Résultats
| Candidats                 | Candidats                 | Partis                    | Voix | %    |
| ------------------------- | ------------------------- | ------------------------- | ---- | ---- |
|                           | Bako Sahakian             | PDA                       | 28   | 87,5 |
|                           | Edward Aghabekian         | M88 (en)                  | 4    | 12,5 |
|                           |                           |                           |      |      |
| Votes blancs ou invalides | Votes blancs ou invalides | Votes blancs ou invalides | 1    | –    |
| Total                     | Total                     | Total                     | 33   | 100  |
| Inscrits/Participation    | Inscrits/Participation    | Inscrits/Participation    | 33   | 96,9 |